# Ruthless Records (Los Angeles)
Pour le label de punk rock, voir Ruthless Records (Chicago).
Ruthless Records est un label discographique américain, situé à Los Angeles, en Californie. Il est fondé en 1987 à Los Angeles par Eazy-E et Jerry Heller. La création du gangsta rap lui est attribuée par la presse spécialisée. Il fait la promotion d'artistes locaux qui sont par la suite devenus des stars, comme Dr. Dre, Ice Cube ou DJ Yella.
En 1988, Eazy-E lance le groupe N.W.A. D'autres rappeurs, tels que Above The Law, Bone Thugs-N-Harmony, The D.O.C., BG Knocc Out & Gangsta Dresta, Michel'le, HWA, CPO, Penthouse Players, Kokane, Menajahtwa, Po Broke & Lonley, Blood Of Abraham, Yomo & Maulky, Terri B., Brownside (groupe de rap chicano), Jimmy Z., Blue Light, Chan, MC Ren,  et JJ Fad ont rejoint le label par la suite. Après la mort de Eazy-E en 1995, le label est repris par sa femme, Tomica Wright. Actuellement, Ruthless Records appartient à Atlantic Records.

## Histoire

### Ère N.W.A
Ruthless Records est lancé le 3 mars 1987 par Eric « Eazy-E » Wright et le manager Jerry Heller,. Ruthless Records est lancé pour la publication des albums du groupe NWA, et d'Eazy-E ; le premier single à succès de Eazy-E s'intitule Boyz-n-the-Hood, qui suit de Dopeman de NWA, 8-Ball et Panic Zone, et la compilation N.W.A. and the Posse. Le label publie aussi les singles de groupes californiens comme Kid Frost et J.J. Fad. La première publication du label est, cependant, Straight Outta Compton de NWA, qui sera finalement certifié disque de platine. Il précède la sortie immédiate du premier album solo de Eazy, Eazy-Duz-It.
Pendant leurs tournées, quelques-uns des six membres veulent partager leur colère quant à la situation financière de Ruthless Records. Selon le membre MC Ren, le manager de N.W.A et cofondateur de Ruthless Jerry Heller était le seul à s'approprier la gloire : « On savait qu'il méritait pas ce qu'il avait. C'est nous qui méritions tout ça. C'est nous qui avons tout enregistré, et bougé dans tous les coins. Tu fais tout pour avoir un peu de putain de reconnaissance, puis après tu rentres chez toi dans ton appartement miteux. Puis ensuite tu vas le voir lui, sachant que ce connard vit dans un manoir. Y'a de l'or plein la baignoire et autres merdes du genre. Tu te dis "Sérieux, va te faire foutre". »
Des pressions extérieures sont également exercées sur le label à cause du groupe. Le succès de leur chanson Fuck tha Police mène à des lettres de menace envoyées par le F.B.I. à leur label de distribution Priority Records. 1988 voit aussi la publication de l'album Supersonic de J.J. Fad, certifié disque d'or, produit par le membre fondateur de N.W.A Arabian Prince ; en 1989, la chanteuse Michel'le publie son album éponyme, et The D.O.C., No One Can Do It Better ; par la suite, Dre revient à N.W.A, pour produire l'EP 100 Miles and Runnin' et Niggaz4Life du groupe qui sera certifié disque de platine.